# 2号高速铁路 (英国)
2號高速鐵路（英語：High Speed 2，縮寫：HS2）是英國一條興建中的高速鐵路路線，連接倫敦、伯明翰、曼徹斯特等英格兰境内的主要城市，設計最高營運時速達330公里，預計2029-33年完成首段倫敦至伯明翰段，並成為全國的第二條高速鐵路路線（另一條為連接倫敦至英法海底隧道的1號高速鐵路）。路線已於下議院獲批。2020年2月11日，時任首相約翰遜通過建設計劃，成本達到£1,070億英鎊（$1,384億美元）。
2023年10月4日，英國首相辛偉誠正式宣布取消從伯明翰連接曼徹斯特的HS2高速鐵路連接計劃，並稱為會把節省下來的資源投資其他交通項目。

## 概要
本線計劃連接倫敦、伯明罕以至東密德蘭和西北英格蘭地區。本線的南端起點為倫敦尤斯頓站，北端則規劃為伯明翰寇松街站（鄰近伯明翰沼澤街站）和曼徹斯特皮卡迪利站。除這些車站外，本線還預計服務於建設中的老橡公地站和伯明罕轉乘站。規劃中的第2期完成後，本線還將服務東米德蘭茲泊車道站、克魯和曼徹斯特機場。
本線將會有分岔點進入現有的西海岸主線和米德蘭主線，以便直通運轉前往西米德蘭、東米德蘭、西北、東北英格蘭和蘇格蘭等地、不在新的高速鐵路路線上的城鎮。
本路線的建設分為三個階段。正在建設中的第一階段為倫敦到利奇菲爾德附近與西海岸主線的交會處，並在那裡分支至伯明罕，本段於2020年開始建造。第二階段為利奇菲爾德到克魯附近另一個接上現有鐵道路網的交會處，本段已獲得皇室同意，但尚未全面開始建設。尚未被議會通過的第三階段則預計由克魯前往曼徹斯特，以及附帶的兩條支線，一條預計延伸至西海岸主線，以使HS2的列車繼續前往蘇格蘭；另一條則預計連接西米德蘭和東米德蘭公園路車站，以使HS2連接上米德蘭主線。
項目的最初設計是一個"Y"字形路線，路線在伯明罕分叉，並繼續前往曼徹斯特/戈爾本和利茲/約克（HS2 將在那裡接上東海岸主線至紐卡斯爾）。2021 年 11 月，HS2，作為北部和中部地區綜合鐵路計劃的一部分，宣布將放棄興建第2b期東段的一大部分，即東米德蘭到利茲一段。從伯明罕附近的科爾斯希爾到諾丁漢的支線將改道至東米德蘭泊車道車站，在那裡繼續向北行駛到米德蘭主線。
2010年，項目的建設成本估計在309億至360億英鎊之間；2015年，與機車車輛成本相結合、並根據通貨膨脹進行了預算的調整後，預測總成本為566億英鎊。道格拉斯·奧克維在2019年的評估估計，若按照2019年最初設想的“Y”路線網絡，該項目將耗資高達870億英鎊。
到2023年10月4日，英國首相辛偉誠正式宣布取消從伯明翰連接曼徹斯特的HS2高速鐵路連接計劃，並稱為會把節省下來的資源投資其他交通項目。

## 歷史

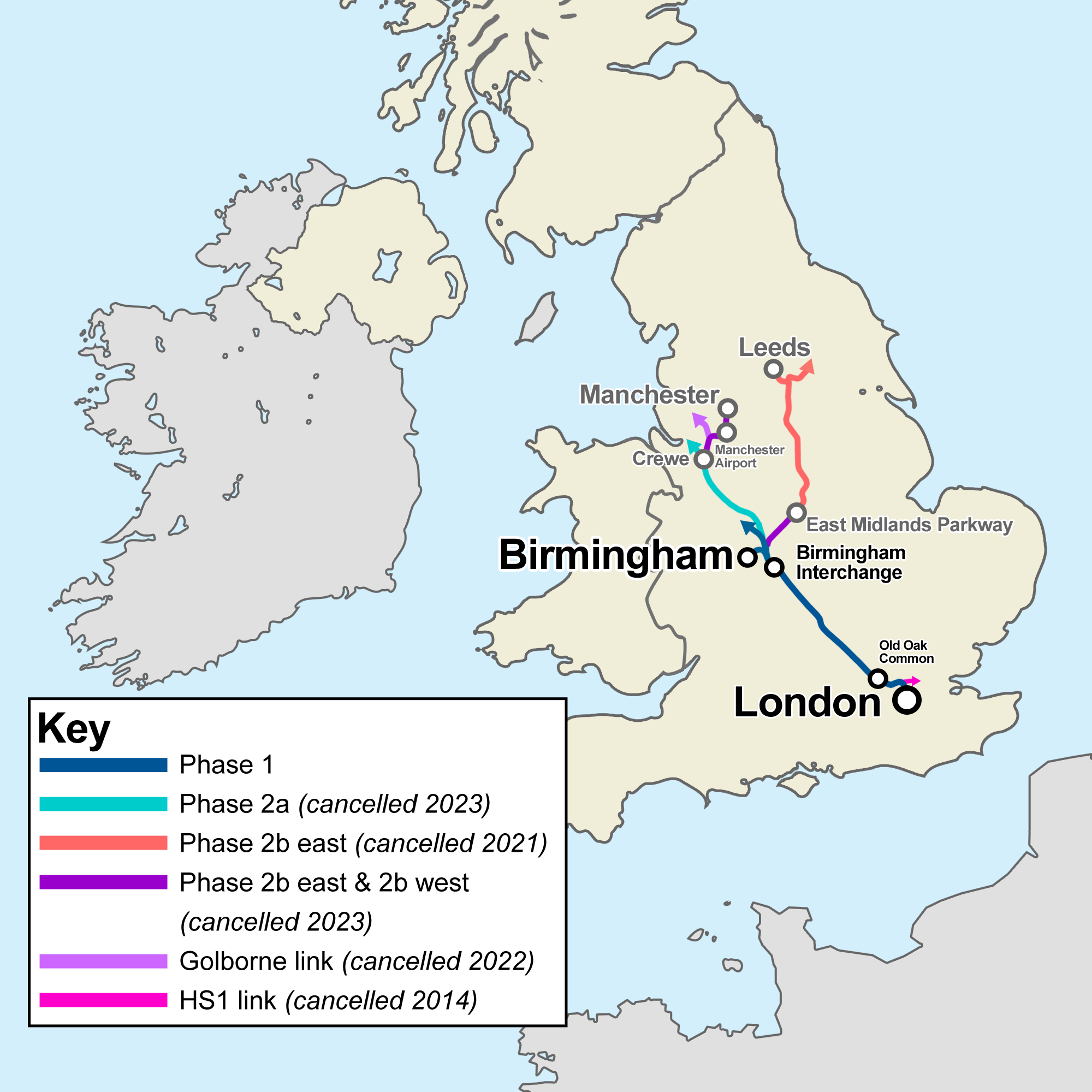
最初的HS2“Y”形路線計劃說明了先前計劃的階段

2003年，隨著1號高速鐵路首階段開通，高速鐵路抵達英國。該段高鐵連接倫敦和英吉利海峽隧道，全長108公里。2009 年，英國運輸部（當時為工黨政府）提議評估第二條高速線路的經濟效益，該線路將由一家新公司，即2號高速鐵路公司開發。
2010年12月，保守黨-自由民主黨聯合政府審查後，為2號高速鐵路提出了一條擬議路線（從倫敦到伯明翰，並以Y形路線，分支到利茲和曼徹斯特），並接受公眾諮詢。該擬議路線與前工黨政府最初提出的路線相似，改動之處旨在最大程度減少線路的視覺、噪音和其他環境影響。
2012年1月，運輸大臣宣布2號高速鐵路將分兩個階段建造，立法程序將通過兩個混合法案來實現。2017年高速鐵路（倫敦 - 西米德蘭茲）法案授權建設第1階段，並於2017年2月通過了議會兩院並獲得御准。第2a期高鐵（西米德蘭茲-克魯）法案於 2017年7月出台，旨在尋求建設遠至克魯的第2期以及對第2b期剩餘路線做出決定的權力。 [12] 第2a階段於2021年2月獲得御准。
該項目的既定目標之一是增加鐵路網絡的容量。一些快速列車服務預計將於2號高速鐵路建成後取消，以釋放既有鐵路線的空間，從而允許更多本地火車服務得以運行，並使網絡能夠處理更多的乘客。 英國鐵路網公司認為，建設一條新的高速鐵路比升級現有的傳統鐵路網絡更具成本效益且破壞性更小。 英國交通部預測，改善連通性將產生積極的經濟影響，有利的行程時間和充足的鐵路容量將產生從航空和公路到鐵路的模式轉變。

### 獨立審查及開展計劃
2019年8月21日，英國交通部下令對2號高速鐵路項目進行獨立審查。審查由英國土木工程師道格拉斯·奧克維主持，他曾擔任2號高速鐵路的非執行主席近兩年。交通部於2020年2月11日發表了審查報告，同時發表了一份總理聲明，確認項目將全面推進，但有保留。奧克維的結論是，興建2號高速鐵路的最初理據——為鐵路網絡提供容量和可靠性——仍然有效，並且不存在可以在項目時間範圍內先部署準備措施。因此，奧克維建議該項目與接受一系列建議後按計劃進行。在得出項目應該繼續進行的結論後，報告建議基建及項目管理局對項目進行進一步審查，並將重點放在降低成本和減少過度規範上。 報告亦建議評估諸如降低火車速度和頻率、以及主要影響第 2b 階段的一系列削減成本的措施。 2020 年 4 月 15 日，建築公司正式獲准開始興建該項目。

### 項目規模縮減
2021年11月18日，政府發布了延遲的綜合鐵路計劃（北英格蘭及米德蘭茲）。該計劃取消興建2號高速鐵路計劃大部分東段線路（東米德蘭茲以北路段），同時縮減了北方經濟引擎鐵路計劃（Northern Powerhouse Rail）的規模。
根據最初提議，2號高速鐵路東段將於約克以南與東海岸主線相連，以便列車繼續前往紐卡斯爾。該段另一分支將進入利茲。 德比以北的米德蘭主線也有一條支線，讓列車開往謝菲爾德。 最初的計劃還包括在諾丁漢和德比之間的托頓 (Toton) 設立直通站。 綜合鐵路計劃取消興建東米德蘭泊車道站（該站位於托頓以南）以北的路段後，高鐵軌道不再連接東海岸主線，亦不再進入利茲。因此東段只剩下一條從伯明翰附近的科爾斯希爾到東米德蘭泊車道站的支線，高鐵軌道在該站結束後，火車將繼續向北進入米德蘭主線，為諾丁漢、德比、切斯特菲爾德和謝菲爾德等車站提供服務。 與之前的提議不同，高鐵列車將服務諾丁漢和德比市中心。
為了縮短倫敦至利茲和紐卡斯爾的行車時間，政府提議對東海岸主線進行升級。 從伯明翰到利茲和紐卡斯爾的高鐵列車仍計劃使用東段的剩餘部分。 倫敦至謝菲爾德的服務將保留在米德蘭主線上，與擬議的原始行程時間相同。 綜合鐵路計劃提出了一項研究，以確定高鐵列車到達利茲的最佳方式。
2022年6月，戈爾伯恩（Golborne）支線從克魯至曼徹斯特議會法案中刪除。如果沒有這條線路，前往蘇格蘭的火車將不能在威根以南匯入西海岸主線，匯入點將改為更南的克魯站。交通部表示，政府正在考慮聯合連通性審查的建議，該審查提供了替代方案，例如於比戈爾伯恩更北的地點連接2號高速鐵路到西海岸主線，以及升級從克魯到普雷斯頓一段西海岸主線。交通部將根據綜合鐵路計劃中分配的資金公佈其回應。

### 項目延宕
2023年3月，政府推遲了尤斯頓車站、以及連接老橡公地和尤斯頓的隧道工程，稱這是“管理通貨膨脹壓力和使車站設計更負擔得起”所必需的。 一期工程將改以伯明翰和老橡公地段通車為優先目標。新計劃中，尤斯頓車站將不早於2035年啟用，意味著高鐵乘客至少到2035年均需透過伊利沙伯線來往老橡公地和倫敦市中心。老橡公地至尤斯頓段將改為與第2b階段同步實施。
與此同時，政府亦宣佈連接伯明翰和克魯的第2a階段亦將延後兩年才開展建設工程。

## 列車

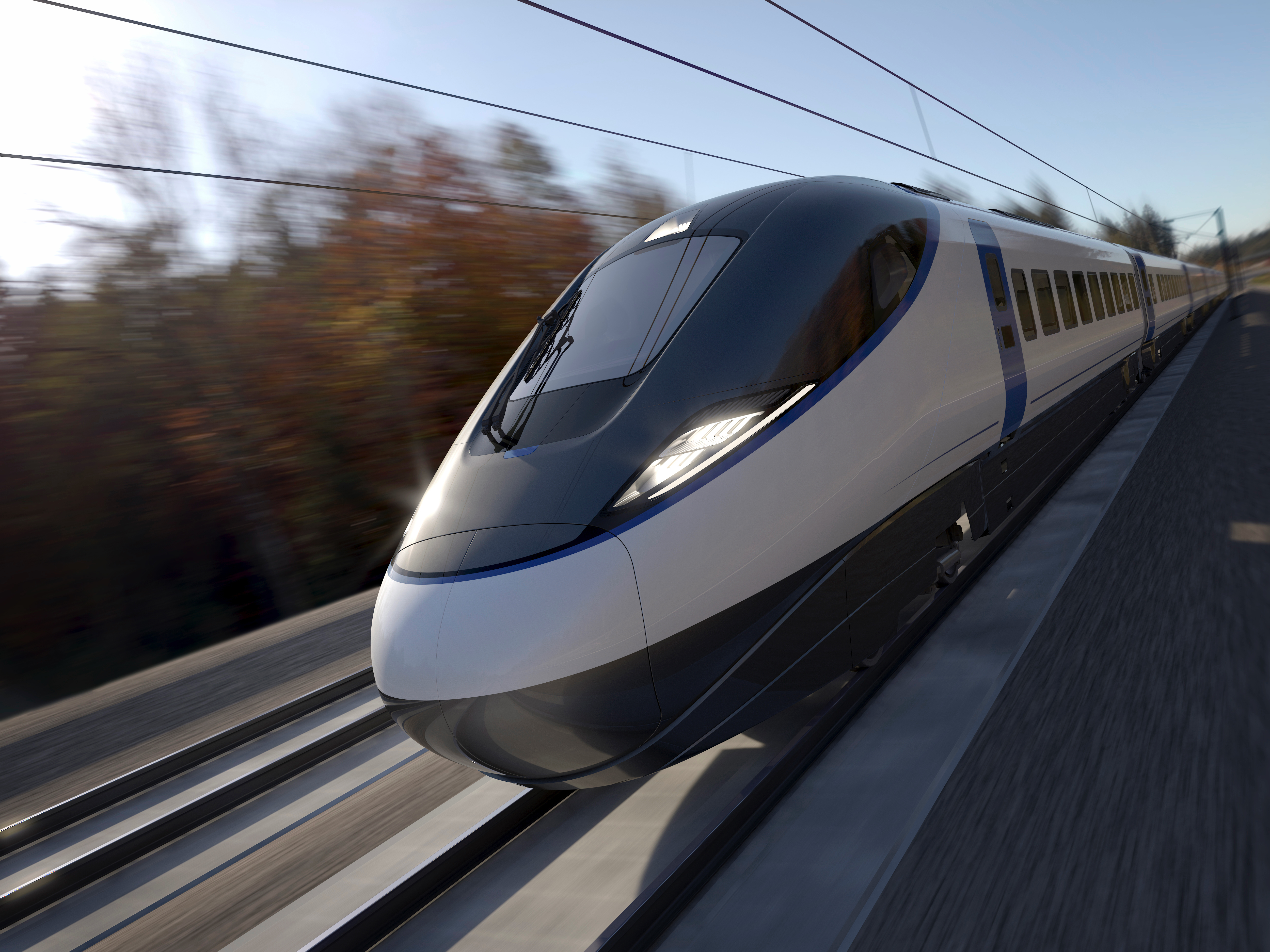
首款、常規鐵路兼容列車（將由日立鐵路和阿爾斯通建造）想像圖

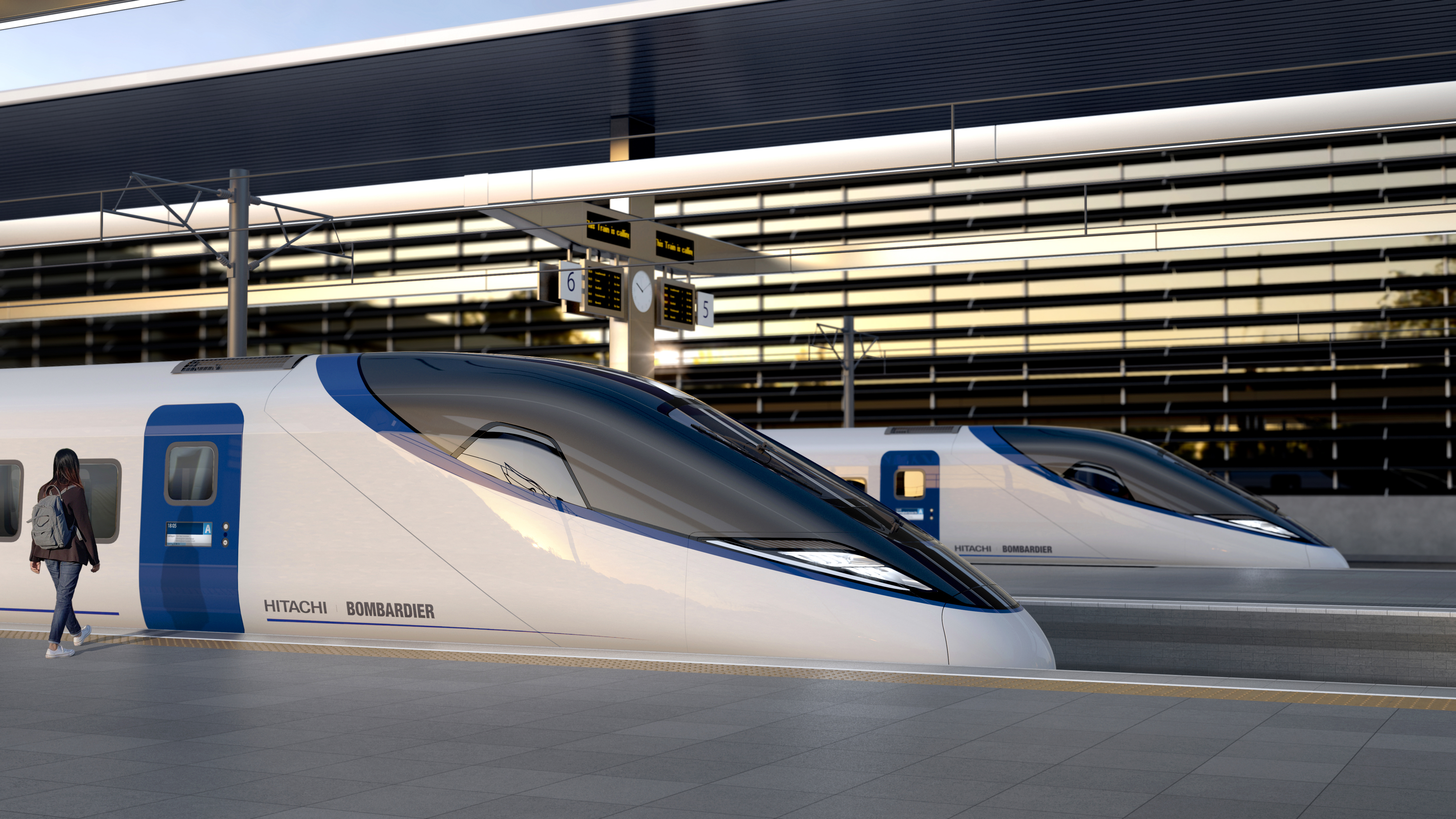

本線預計將由兩款2號高速鐵路列車服務，最高設計車速為 360 公里/小時。首款列車會於第 1 階段和第 2a 階段啟用後運行，該款的列車將能夠離開專用的高速路段，並繼續使用既有的普速線路，使用高鐵和常規鐵道路網服務的混合來到達2號高鐵主線以外的城鎮。該款列車在最大淨空上將受到更多限制。在第 2b 階段啟用後，另一款專用於高速路段的列車（無法駛至既有的鐵路網絡）亦會投入服務，其載客量與現有的歐洲高速列車相似。
第一批列車的建造合同於2021年12月9日由日立鐵路和阿爾斯通之間的 50/50 合資企業獲得，該企業將在英國建造 54 列常規鐵路兼容列車（即首款列車）。這些列車為龐巴迪Zefiro列車的修訂版和演進版。列車為長 200 米的電力動車組，並可與另一列車連接在一起，組成一列 400 米長的列車。

## 未有納入計劃之路段

### 蘇格蘭
2012 年 11 月，蘇格蘭政府宣布計劃在愛丁堡和格拉斯哥之間修建一條 74 公里的高速鐵路，使兩地之間的旅行時間減少到 30 分鐘以下。該鐵路計劃於 2024 年啟用，並最終連接到英格蘭正在開發的高速鐵路網絡。該計劃於 2016 年被取消。 2015 年 5 月，2號高速鐵路公司得出結論，將2號高速鐵路向北延伸至蘇格蘭“沒有成本效益”，高速鐵路列車應在升級後的常規鐵路上向北運行。

### 與1號高速鐵路的連接
最早的2號高速鐵路提案建議在2號和1號高速鐵路 (HS1)之間建立一條連接線，以允許列車直達歐洲大陸，後來由於成本問題和2號高速鐵路軌道上供此類列車使用的容量不足而被取消。
2018年，英國工程諮詢公司遠征工程（Expedition Engineering）曾向政府建議興建一條長140公里、連接2號和1號高速鐵路的高速鐵路。該鐵路稱為HS4Air，走線主要圍繞倫敦以西及以南，並計劃串連希斯羅機場和蓋特威克機場、於阿什福德國際車站匯入1號高速鐵路。同年12月，政府認為該計劃在缺乏政府支持下難以財政穩健，因此拒絕落實計劃。

## 取消的階段

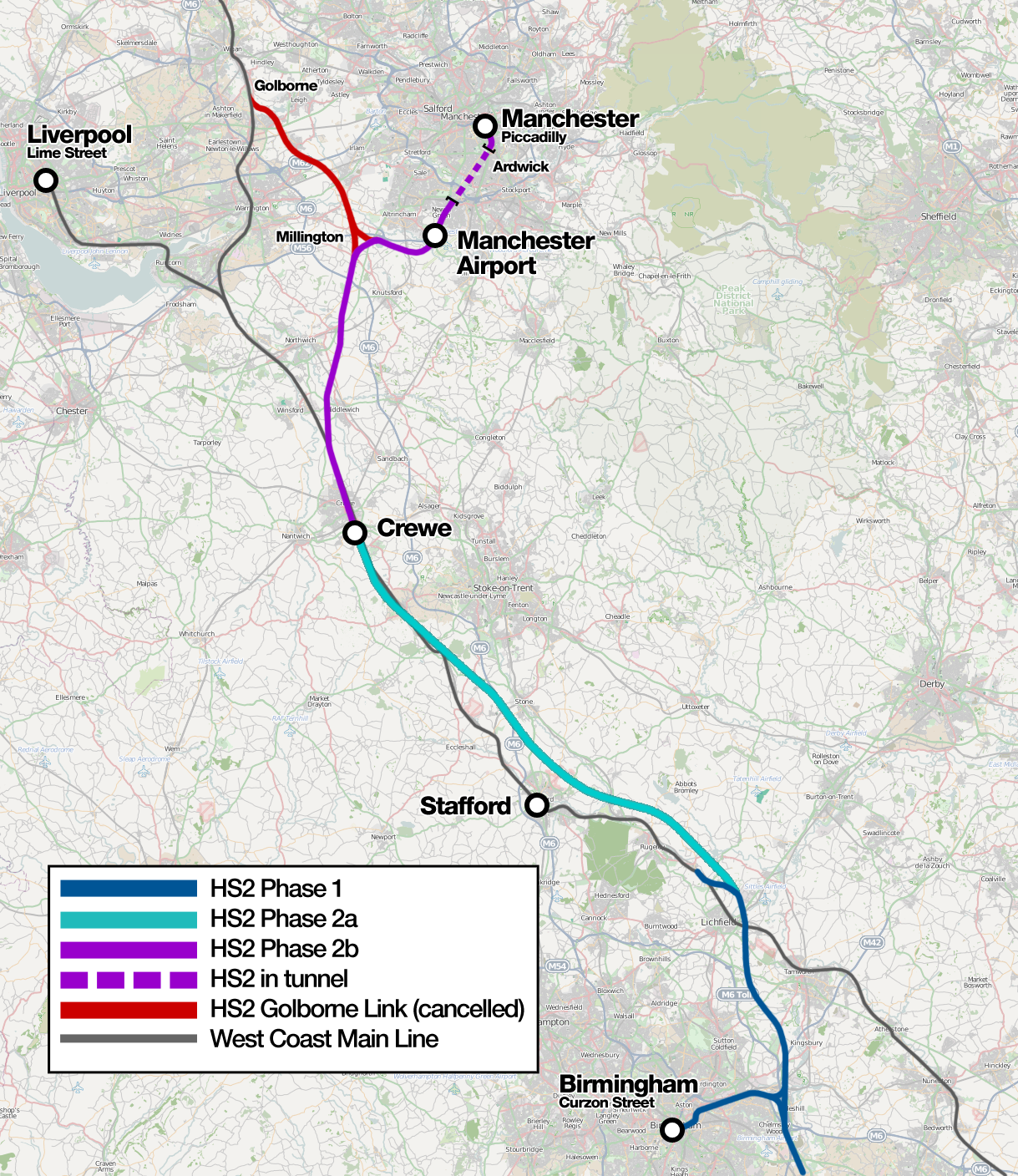
已取消的伯明翰-曼徹斯特HS2路線地圖，顯示了2a和2b階段以及Golborne Link.

第2階段的目的是將HS2向北延伸至 Fradley（利奇菲爾德西北的一個村莊），然後分為兩個分支。西支線將向北行駛，經過克魯，然後在納茨福德附近再次分成兩條支線，一條終止於曼徹斯特皮卡迪利站，另一條在維根以南的戈爾伯恩加入西海岸主線（WCML）。可能已建成一個車站來為曼徹斯特機場提供服務。東部支線將穿過東米德蘭茲並連接德比以北的米德蘭主線，然後繼續前往利茲；然後它會形成兩個分支，一個終止於利茲市中心，另一個連接到約克附近的東海岸主線 (ECML)。
第2階段分為三個子階段：
- 2a階段，西米德蘭茲至克魯；[43][44]
- 2b階段西線，克魯至威根附近的西海岸幹線，並有支線至曼徹斯特；[45]
- 2b階段東線，一條從西米德蘭茲到約克附近的東海岸主線的分支，並有一條分支到利茲。[46][47]

2b期東線於2021年11月縮短，支線預計將在諾丁漢以南的東米德蘭公園大道火車站結束。 2022年6月，位於戈爾本 (Golborne) 的西海岸主線（WCML）（西側 2b 階段的一部分）的線路被取消。2023年10月，第 2a 階段和第 2b階段的剩餘部分被取消，使第1階段成為該專案唯一現存的部分。

## 觀點

### 政府理由
2008年的一篇論文《打造永續交通系統》（Delivering a Sustainable Transport System）確定了英格蘭14條戰略性國家交通走廊，並將倫敦 – 西米德蘭茲 – 西北英格蘭路線描述為“最重要且使用最頻繁的路線” ，也是“這既是未來運力的最大挑戰，也是促進客運和貨運從公路轉向鐵路的最大機會。”文件指出，近年來鐵路客運量顯著增長，從1995 年到2015 年翻了一番，而拉格比 – 尤斯頓路段預計到2025 年左右將出現運力不足的情況。儘管西海岸幹線對軌道的某些路段進行了升級（於2008年完成），延長了列車，並且假設升級帶有机车信号的路線的計劃將會實現。
根據英國交通部的說法，HS2 的主要目的是為從倫敦到中部地區和北部的鐵路網絡提供額外的運力。它表示，新線路“將改善從倫敦到英格蘭北部和蘇格蘭城市的鐵路服務，並且所選的倫敦西部路線將改善與希思羅機場的客運聯繫”。新線將在老橡樹公地站火車站與大西部主線和橫貫鐵路連接；這將提供與東倫敦、西倫敦以及泰晤士河谷的連結。
在啟動該計畫時，英國交通部宣布倫敦和西米德蘭茲之間的HS2 將遵循與西海岸幹線不同的路線，拒絕進一步升級或沿西海岸幹線建造新軌道的選擇，因為成本太高且具有破壞性，並且因為維多利亞時代的西海岸主線路線不適合非常高的速度。 Network Rail 的一項研究發現，升級現有網路以提供與建造 HS2 釋放的相同額外容量需要15年的周末關閉時間。這不包括 HS2 增加的額外快車座位，也不會帶來任何旅程時間的減少。

### 支持者
HS2得到英國工黨、保守黨和自由民主黨的正式支持。 2010年5月成立的保守黨-自由民主黨聯合政府在其最初的政府計畫中表示，致力於建設高速鐵路網。
高鐵產業領導者組織（HSRIL）在2019年發布的報告中表示，為了實現2050年的碳排放目標，必須建造HS2。Network Rail 支持該項目，並表示升級現有網路而不是建造 HS2 將花費更長的時間，並對乘客造成更多幹擾。

### 反對者
綠黨將廢棄 HS2，並將節省的資金用於當地交通線路。英國脫歐黨和英國獨立黨也反對此計畫。在地方政府層面，受規劃路線影響的 18 個議會成立了 51M 小組，以每個選區的 HS2 成本數百萬英鎊命名。在成為首相之前，鮑里斯·約翰遜個人反對HS2。其他反對 HS2 的前任和現任保守黨議員包括謝麗爾·基蘭 (Cheryl Gillan) 和霍理林 (Liam Fox)。
"Stop HS2"運動組織成立於2010年，旨在協調地方反對派和全國範圍內針對 HS2 的運動。2020年6月，它與反抗滅絕組織了一場“叛逆之路”，這是一場從伯明翰到倫敦的125英里（201）長的抗議遊行，途經沃里克郡、白金漢郡和倫敦的營地。野生動物信託基金(The Wildlife Trusts)和英國國民信託 (National Trust) 等團體基於擔心破壞當地生物多樣性而反對該計畫。

## 環境及社區影響
由於2號高速鐵路會經過屬於傑出自然風景區的奇爾特恩丘陵，因此工程對當地的影響特別受到英國社會關注。在2011年1月，英國政府宣佈會於部分路段種植2百萬棵樹以減低視覺衝擊。另外，鐵路走線亦作出調整，高鐵軌道會改為於奇爾特恩丘陵以南進入隧道，然後於阿默舍姆西北冒出地面。

### 拆遷建築物、取得用地及相關賠償
2號高速鐵路第1期估計需拆除超過400座住宅，其中250座位於倫敦尤斯頓車站附近、20-30座位於老橡公地至西萊斯里普沿線、約50座位於伯明翰，其餘則散落於第1期走線上的其他地點。第1期工程不需拆卸任何1級或2*級登錄建築，但需要拆卸六座、改建四座以及遷移八座2級登錄建築，其中包括一座始建於17世紀、於1602年曾獲伊麗莎白一世到訪、位於阿克斯橋的農場。
在 2010 年發布了最初的高鐵計劃後，英國政府設立了特殊困難計劃 (EHS) 以補償房屋業主，相關房屋是否受新鐵路線的影響由政府自行決定。 該計劃的第一階段於 2010 年 6 月 17 日結束，第二階段於 2013 年結束。

### 二氧化碳排放
2007 年，英國運輸部委託博思艾倫漢密爾頓控股公司撰寫了一份名為“新南北線的估計碳影響”的報告，以調查前往曼徹斯特或蘇格蘭的新鐵路線之建設和運營相關的可能總體碳影響 ，包括鐵路建成後民眾轉向使用鐵路使二氧化碳排放減少或增加的程度，以及與沒有建造新的高速線路的情況進行比較。 該報告的結論是若新鐵路只通往曼徹斯特，在可預見的未來鐵路計劃並沒有淨碳效益。 至少，與沒有建造新線路的模型相比，建造新鐵路線的額外排放量在前十年會更大。
2006 年的愛丁頓交通研究報告告誡不要將航空模式轉變為高鐵模式作為碳排放效益的普遍論點，因為英國祇有 1.2% 的碳排放來自國內商業航空，而且鐵路運輸的能源效率會隨著速度的提高而降低。 2007 年政府白皮書“提供可持續發展的鐵路”指出，以 350 公里/小時速度行駛的火車比以 200 公里/小時速度行駛的能源消耗多 90%。 從倫敦到愛丁堡的旅程中，若使用高速鐵路，每位乘客的碳排放量約為 14 公斤，傳統鐵路則為 7 公斤，航空旅行為 26 公斤。 該論文質疑高速鐵路作為減少碳排放的一種方法是否物有所值，但指出，如果轉向無碳或碳中性電力生產，情況會變得更加有利。
2010年3月發表的《高鐵指揮文件》稱，該項目很可能大致實現碳中和。下議院交通特別委員會在 2011 年 11 月的報告（第 77 段）得出結論認為，政府關於2號高速鐵路將具有顯著碳減排效益的斷言經不起推敲。 專責委員會發現，2號高速鐵路充其量只能為政府的碳減排目標做出一點貢獻。 然而，這取決於在減少英國發電產生的碳排放方面取得快速進展。其他人則認為，由於2號高速鐵路能為現有主線鐵路紓緩容量不足的問題，帶來更好的本地列車服務，因此這些報告沒有正確說明短途旅行模式轉變為鐵路帶來的碳減排效益。
2號高速鐵路第一階段環境聲明估計，該段線路的建設將涉及 580 萬至 620 萬噸二氧化碳當量排放，此後線路的運營估計為負碳排放； 運營排放、模式轉變和其他環境緩解措施（例如植樹和電網脫碳）預計將在 60 年的運營中減少 300 萬噸二氧化碳當量排放。 到 2030 年，高鐵每乘客公里的二氧化碳排放量估計為 8 克，而傳統城際鐵路為 22 克。與之相比，私家車運輸為 67 克，國內航空為 170 克。
政府表示，建設2號高速鐵路一期工程產生的碳足蹟有三分之一來自隧道工程，應當地居民的要求，減少鐵路對棲息地及其視覺影響的影響，隧道工程的數量有所增加。

### 噪音污染
2號高速鐵路公司表示，21,300 座住宅可能會變得顯著受鐵路噪音影響，首選路線 300 米範圍內的 200 個非住宅受體（社區、教育、醫療保健和娛樂/社會設施）亦有可能受到顯著的噪音影響。 英國政府已表示，於沿線作為視覺屏障而種植的樹木將減少噪音污染。

### 考古發現

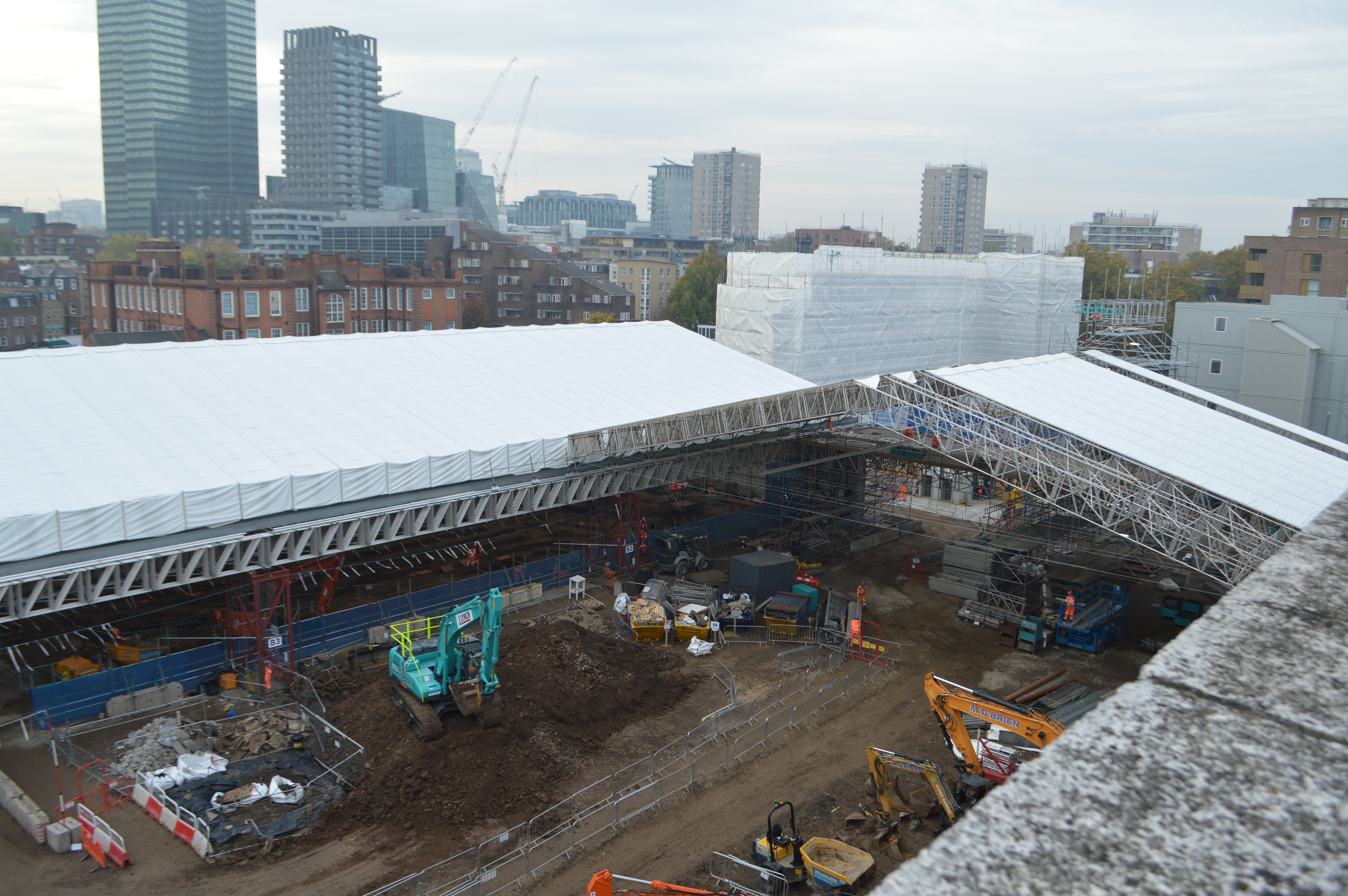
2018年皮卡迪利圣雅各教堂墓園的挖掘工作

2018 年至 2022 年初，2號高速鐵路公司檢查了高鐵沿線的 100 多個考古遺址。
施工期間的早期發現包括在拆除位於康登鎮、廢棄的國家禁酒醫院時發現的兩個維多利亞時代玻璃瓶時間囊，時間囊可追溯到 1879 年和 1884 年。膠囊內裝有報紙、醫院規則、支持禁酒運動的材料和官方記錄。
在新尤斯頓車站開始施工之前，考古學家需從皮卡迪利聖雅各教堂的前墓地中移走大約 40,000 具骸骨，該墓地曾在 1790 年至 1853 年間使用，位於新車站所在地。許多骨骼可以通過倖存的鉛棺材板來識別所屬身份，包括探險家馬修·福林達斯船長失踪已久的遺體， 他將被重新埋葬在他的家鄉林肯郡多寧頓。 其餘的遺骸將重新安葬在薩里郡的布魯克伍德公墓。伯明翰新寇松街車站站址的墓地亦進行了挖掘，以移除大約 6,500 具骸骨。 墓葬中其他值得注意的發現是隨葬品，例如硬幣、盤子、玩具和項鍊，以及盜屍的證據。 伯明翰的挖掘工作還發現了世界上最古老的扇形車庫。
2020年7月，考古團隊宣佈於白金漢郡文多弗附近的多項發現。該團隊在一道溝中發現了一具鐵器時代男子的骨架，他的雙手被綁在骨盆下，面朝下，這表明他可能是謀殺或處決的受害者。考古學家還發現了埋在鉛棺中的羅馬人遺骸，並表示由於埋葬方式昂貴，他可能是地位很高的人。 最重要的發現之一是一座直徑為 65 米的大型圓形木柱紀念碑，其特徵與冬至相關，類似於威爾特郡的巨石陣。考古學家還發現了公元前 1 世紀的金幣，並認為它幾乎肯定是在英國鑄造的。
2021年9月，考古學家於白金漢郡斯托克·曼德維爾的2號高速鐵路工地發現了舊聖瑪麗教堂遺址。該教堂屬於諾曼式建築，可追溯至公元1080年，並於1866年、另一間教堂於附近落成後淪為廢墟。

## 爭議
支持者認為2號高速鐵路提供的額外列車容量和新路線的可靠性將迎合英國於新冠疫情爆發前不斷成長的鐵路旅客數量。而反對者則認為該計劃在財務上不可靠，也會對環境造成破壞。
由於路線多途經農田，被質疑破壞環境及田園生活，因此有數以十萬計的人請願要求停止工程。英国国教大主教理事会表示，依据2號高速鐵路项目现有规划，大量英国人坟墓会被挖掘，遗体将不会得到“体面和虔诚的对待”，不仅沿线安葬的尸骨将被挖出，噪音和震动也会迫使农村地区的教会关闭。除非政府采取恰当的“教会保护”措施，否则他们不会支持修建高铁。除英国国教会外，一些著名人士也向议会抗议，企图阻挠争议性的高铁项目。反对者中包括已故王妃戴安娜的弟弟史賓賽伯爵和威廉王子的密友爱丽丝·范·卡森等贵族，他们抱怨高铁通过不仅噪音难忍，还会穿过他们的庄园，破坏自然风光。